# Plana de Gensana
Plana de Gensana (o Pla de Gensana) és una partida de l'Horta de Lleida, de Lleida.
La seva economia és eminentment agrícola, arbres fruiters sobretot; i alguna granja.
Limita amb les següents partides:
- Al nord amb Caparrella.
- Al nord-est amb Mariola (partida).
- A l'est amb Rufea.
- Al sud amb Butsènit.
- Al nord-oest amb el complex educatiu de La Caparrella.